# Liesbeth List
Pour les articles homonymes, voir List.
Liesbeth List, nom de scène d'Elisabeth Dorathea Driessen, née le 12 décembre 1941 à Bandung (Indes orientales néerlandaises) et morte le 25 mars 2020 à Soest (Pays-Bas), est une actrice et chanteuse néerlandaise.

## Filmographie

### Cinéma
- 1968 : To Grab the Ring (en) de Nikolai van der Heyde : Sandra van Dijk
- 1970 : Liesbeth List zingt Brendan Behan (court métrage) d'Anton Peters : chanteuse
- 1974 : Zum Abschied Chrysanthemen de Florian Furtwängler :
- 1978 : Mysteries de Paul de Lussanet : Mrs Stenersen

### Télévision

#### Téléfilms
- 1968 : Shaffy chantant
- 1970 : Onvoltooide democratie
- 1971 : Herzdamen de Bob Rooyens : chanteuse
- 1980 : Liedjes van Toon de John Schelfhout : elle-même

#### Séries télévisées
- 1970 : Pauls Party : chanteuse
- 1998 : Zonder Ernst : Barbara

## Discographie Partielle
- 1966 : Liesbeth List (Philips)
- 1967 : Liesbeth List Sings Theodorakis (Philips)
- 1968 : Pastorale (Philips)
- 1969 : Zingt Jacques Brel (Philips)
- 1970 : Victoria (Philips)
- 1971 : Neuremberger Droom (Philips)
- 1972 : Two Against the Morning (avec Rod McKuen) (Philips)
- 1974 : Meet lovely Liesbeth List (Philips)
- 1974 : Foto (Philips)
- 1976 : Samen (avec Ramses Shaffy) (Philips)
- 1976 : Charles Aznavour presents: Liesbeth List (Philips)
- 1977 : Madame Mélancolie (Philips)
- 1979 : Meisjes van Dertig (Philips)
- 1982 : Voor vanavond en daarna (CNR Records (en))
- 1994 : List (Columbia)
- 1996 : Noach (Columbia)
- 1999 : Vergezicht (Columbia)
- 2001 : Van Shaffy tot Piaf (Quintessence Records)
- 2002 : Portret (Sony Music)
- 2006 : Carré Vedetten Gala (Disky)
- 2009 : Verloren en Gewonnen (V2)
- 2015 : Echo (PIAS)
- 2022 : Voor Altijd (List Records)